# Sascha Borowski
Sascha Borowski (* 5. August 1971) ist ein deutscher Journalist, Autor und Dozent. Von August 2020 bis März 2022 war er Sprecher des Deutschen Presserats.

## Leben und Beruf
Borowski volontierte von 1994 bis 1996 bei der Augsburger Allgemeinen und arbeitete dann von 1996 bis 1997 beim Landsberger Tagblatt in Landsberg, einer Lokalausgabe der Augsburger Allgemeinen, als Lokalreporter. Von 1997 bis 2007 war er als Polizei- und Gerichtsreporter in der Augsburger Lokalredaktion der Augsburger Allgemeinen tätig. Nach einer Zwischenstation als Crossmedia-Manager am damals neu aufgebauten Newsdesk der Augsburger Allgemeinen übernahm er 2009 die Leitung der Onlineredaktion der Augsburger Allgemeinen und damit die Steuerung und den Ausbau der Seite augsburger-allgemeine.de.
2015 berief ihn die Augsburger Allgemeine zum Gesamtleiter Digitales. Im November 2019 wechselte Sascha Borowski als Chief Digital Editor und stellvertretender Leiter Gesamtredaktion zur Allgäuer Zeitung nach Kempten.
Borowski engagiert sich als Dozent für Medienethik an der Katholischen Journalistenschule ifp und als Dozent für Digitaljournalismus und Digitalstrategie an der Akademie der Bayerischen Presse. Im akademischen Jahr 2019/20 war Borowski als Lehrbeauftragter am Institut für Medien, Wissen und Kommunikation (imwk) der Universität Augsburg zum Thema „Digitale Geschäftsmodelle im Journalismus“ tätig.
Sascha Borowski ist verheiratet und lebt in Augsburg und Kempten.

## Veröffentlichungen
Borowskis zunächst im „Journalist“ veröffentlichtes Essay „Wir müssen Verkäufer in eigener Sache werden“ erschien im Buch „Wie wir den Journalismus besser machen: 30 Essays für eine werteorientierte Digitalisierung“ von Stephan Weichert (Hrsg.) und Matthias Daniel (Hrsg.).

## Deutscher Presserat
Borowski gehört seit 2014 dem Deutschen Presserat an. Von 2017 bis 2019 leitete er stellvertretend den Beschwerdeausschuss 2, seit 2019 war er Mitglied im Trägerverein, der für die finanziellen und organisatorischen Grundlagen des Presserats zuständig ist. Im August 2020 wählte der Deutsche Presserat Sascha Borowski zu seinem Sprecher. Zugleich übernahm er die Leitung des Beschwerdeausschusses 3, sowie des Beschwerdeausschusses für den Redaktionsdatenschutz. Von März 2022 bis März 2024 war er stellvertretender Sprecher des Deutschen Presserats.